# Passiflora capparidifolia
Passiflora capparidifolia är en passionsblomsväxtart som beskrevs av Ellsworth Paine Killip. Passiflora capparidifolia ingår i släktet passionsblommor, och familjen passionsblomsväxter. Inga underarter finns listade i Catalogue of Life.